# Eduardo Delani
Eduardo Delani Santos Leite (født 3. november 1981) er en brasiliansk tidligere fodboldspiller, der sidst spillede for den danske 1. divisionsklub Viborg FF.

## Karriere
Delani blev hentet til europæisk fodbold af Allsvenskan-klubben Halmstads BK, hvor han spillede 18 kampe inden en betændt øjensygdomme satte et midlertidigt stop for hans europæiske karriere.
Han vendte efterfølgende tilbage til brasiliansk fodbold, hvor han i en kort periode spillede for Clube de Regatas Brasil. Efter en kort periode som gadesælger i den brasilianske hovedstad Brasilia, hentede Vejle Boldklub Delani tilbage til Skandinavien.
I Vejle Boldklub spillede Delani højre wing eller angriber. Siden ankomsten i 2007 slog han sit navn fast som en lynhurtig, og driblestærk spiller, men også en spiller med meget store udsving præstationer.
Eduardo Delani scorede et fremragende mål på hovedstød efter hjørnespark i hans debutkamp for Viborg FF mod Hjørring i 1. division. Derudover havde han en flot assist til Viborgs andet mål, og leverede derudover en god præstation for de grønblusede.

## Den rige fætter i AC Milan
Delani er fætter til den brasilianske verdensstjerne, Kaká, der spiller for AC Milan I den italienske Serie A. Deres fædre er brødre, og deres mødre er søstre.
Ifølge Delani er Kaká som en bror for ham. De legede sammen som børn og er jævnligt i kontakt med hinanden. Kaká betalte på et tidspunkt en knæoperation for Delani, men ellers er der ikke penge mellem de to. Delani insisterer på at klare sig selv, og derfor levede han en kort overgang som gadesælger i Brasilia.

## Guds hjælpende hånd
Religion spiller en stor rolle i Delanis liv. Tilbage i Brasilien kom han i den lokale kirke mindst en gang om ugen, og via internettet holder han fortsat kontakt til sin kirke i Brasilien. 
Delani beder dagligt til Gud – ikke et fast antal gange eller på bestemte tidspunkter, men når han føler behov for det. Og netop bønnen spillede en vigtig rolle, da han slap ud af tilværelsen som gadesælger i Brasilia.
I juli 2007 opstod der pludselig mulighed for et fodboldmæssigt comeback i Skandinavien. Delani rejste direkte fra Brasilias gader til prøvetræning i Vejle Boldklub efter fire måneder helt uden fodbold. Formen lod naturligvis en del tilbage at ønske, men Delani vidste, hvad der stod på spil.
Aftenen inden testkampen i Give talte han i telefon med sin kone, og hun sagde »husk at bede til Jesus«. Det lovede Delani, og bønnen blev hørt. Delani spillede alle 90 minutter, og kort efter satte han sin signatur på en fuldtidskontrakt med Vejle Boldklub.